# سد گارابی
سد گارابی (به اسپانیایی: Proyecto de represa de Garabí) یک مخزن سد در آرژانتین است.